# V6 (banda)
V6 fue una boy band japonesa conformada por seis miembros y formada por Johnny & Associates. Debutaron el 1 de noviembre de 1995 con su primer sencillo "MUSIC FOR THE PEOPLE".
V6 se diferencia de otros grupos en dos cosas básicas. La primera es que este grupo se divide en dos subgrupos: el primero es 20th Century, formado por los mayores de V6, Masayuki Sakamoto, Hiroshi Nagano y Yoshihiko Inohara y el segundo subgrupo es Coming Century, del que forman parte Go Morita, Ken Miyake y Junichi Okada y a pesar de que muchas veces cantan los 6 juntos, también podemos encontrar canciones pertenecientes a cada uno de los subgrupos en sus discos, así como verlos separados en televisión. Otra de las peculiaridades de estos chicos es que, aun siendo del sello discográfico AVEX (Ayumi Hamasaki, Namie Amuro), que suele producir música eurobeat, tienen también algunos temas que se encuentran entre el dance y el techno. El 12 de marzo de 2021, Johnny & Associates anunció que V6 se disolverá el 1 de noviembre, que es el 26 aniversario de V6 desde su debut. En julio, anunciaron que presentarán su última gira de conciertos LIVE TOUR V6 groove del 4 de septiembre al 1 de noviembre, el primer día y el último día de la gira en vivo, que es la fecha de formación de V6 y su fecha de debut. Además, lanzarán su nuevo álbum STEP el 4 de septiembre.
El 1 de noviembre de 2021 se disolvieron.

## Miembros
20th Century
- Masayuki Sakamoto (坂本 昌行 Sakamoto Masayuki?, nacido el 24 de julio de 1971, Tokio, Japón, Bloodtype O)
- Hiroshi Nagano (長野 博 Nagano Hiroshi?, nacido el 9 de octubre de 1972, Yamato, Kanagawa, Japón, Bloodtype A)
- Yoshihiko Inohara (井ノ原 快彦 Inohara Yoshihiko?, nacido el 17 de mayo de 1976, Tokio, Japón, Bloodtype A)

Coming Century
- Go Morita (森田 剛 Morita Gō?, nacido el 20 de febrero de 1979, Kasukabe, Saitama, Japón, Bloodtype A)
- Ken Miyake (三宅 健 Miyake Ken?, nacido el 2 de julio de 1979, Takamatsu, Kanagawa, Japón, Bloodtype O)
- Junichi Okada (岡田 准一 Okada Jun'ichi?, nacido el 18 de noviembre de 1980, Hirakata, Osaka, Japón, Bloodtype B)

## Discografía

### Sencillos
1. SUPER POWERS
2. MUSIC FOR THE PEOPLE
3. MADE IN JAPAN
4. BEAT YOUR HEART
5. TAKE ME HIGHER (Opening del Tokusatsu Ultraman Tiga protagonizado por Hiroshi Nagano)
6. 愛なんだ (Ai Nanda)
7. 本気がいっばい (Honki ga Ippai)
8. WAになっておどろう (WA ni natte odorou)
9. GENERATION GAP
10. Be Yourself!
11. 翼になれ (Tsubasa ni nare)
12. over/EASY SHOW TIME
13. Believe Your Smile
14. 自由であるために (Jiyuu de Arutameni)
15. 太陽のあたる場所 (Taiyou no Ataru Basho)
16. MILLENNIUM GREETING
17. IN THE WIND
18. CHANGE THE WORLD (Primer Opening para el anime InuYasha)
19. 愛のMelody (Ai no Melody)
20. キセキのはじまり (KISEKI no Hajimari)
21. 出せない手紙 (Dasenai Tegami) (Tema principal para Neverland protagonizado por Ken Miyake)
22. Feel your breeze/one (Opening para el drama japonés Gokusen)
23. メジルシの記憶 (MEJIRUSHI no Kioku)
24. Darling (Tema principal para Kimi wa Petto protagonizado por Jun Matsumoto del grupo Arashi)
25. COSMIC RESCUE/強くなれ (Tsuyoku Nare)
26. ありがとうのうた (Arigatou no Uta)
27. サンダーバード -your voice- (THUNDERBIRDS -your voice-) (en conjunto con los actores de voz de la película Thunderbirds)
28. UTAO-UTAO (con el Primer Opening para el anime Eyeshield 21 "Breakthrough")
29. Orange (Tema principal para la película Hold Up Down, y con el segundo opening para el anime Eyeshield 21 "Innocence")
30. グッデイ!! (Good Day!!)
31. HONEY BEAT/僕と僕らの明日(boku to bokura no ashita)
32. ジャスミン/Rainbow (Jasmine/Rainbow)
33. Way of life
34. Chou (Butterfly)
35. LIGHT IN YOUR HEART/Swing! (Tema principal para la película de Tokusatsu Superior Ultraman 8 Brothers protagonizado por Hiroshi Nagano)
36. スピリット (spirit)
37. GUILTY
38. Only Dreaming/Catch
39. Sexy.Honey.Bunny!/Takara no Ishi
40. Baribari Buddy!
41. kEEP oN.
42. ROCK YOUR SOUL
43. Kimi ga Omoidasu Boku wa Kimi o Aishite Irudarou ka (君が思い出す僕は 君を愛しているだろうか)
44. Namida no Ato ga Kieru Koro (涙のアトが消える頃)
45. Sky's The Limit
46. Timeless
47. Spotlight
48. I'll wait for you
49. Beautiful world

20th Century
1. Wishes~I'll be there~/You'll Be in My Heart
2. Precious Love
3. オレじゃなきゃ、キミじゃなきゃ (orejanakya,kimijanakya)

Coming Century
1. 夏のかけら (Natsu no Kakera)
2. Get Set Go!/MiMyCen

J-FRIENDS
1. 明日が聴こえる (Ashita ga Kikoeru) /Children's Holiday
2. Next 100 Years
3. I WILL GET THERE
4. ALWAYS (A SONG FOR LOVE)
5. Love Me All Over

Other
1. シーサイド・ばいばい(Seaside Bye Bye)/木更津キャッツアイ(Kisarazu Cat's Eye) con MCU (Okada Junichi)

### Álbumes

#### Álbumes Originales
1. Since 1995 ~ Forever
2. NATURE RHYTHM
3. A JACK IN THE BOX
4. "LUCKY" 20th Century, Coming Century to be continued...
5. "HAPPY" COMING CENTURY, 20TH CENTURY FOREVER
6. Volume 6
7. seVen
8. ∞ INFINITY ~LOVE & LIFE~
9. musicmind
10. Voyager
11. Ready?
12. Oh! My! Goodness!
13. Timeless

#### Original miniálbum
1. GREETING
2. SUPER HEROES
3. SKY'S THE LIMIT
4. BEAUTIFUL WORLD

#### Álbumes recopilatorios
1. Very best (best-of álbum)
2. Very best II (segunda best-of compilación)
3. Super Very Best (tercera best-of compilación). Publicada con motivo de su 20º aniversario